# دیوید برگر
دیوید اچ. برگر (انگلیسی: David H. Berger؛ زادهٔ ۲۱ دسامبر ۱۹۵۹) ارتشبد بازنشسته سپاه تفنگداران دریایی ایالات متحده آمریکا است، که از سال ۲۰۱۹ تا ۲۰۲۳ به‌عنوان سی و هشتمین فرمانده سپاه تفنگداران دریایی فعالیت می‌کرد.